# Грасенков, Сергей Иванович
Сергей Иванович Грасенков (06.09.1930 — 24.07.1998) — бригадир тракторно-полеводческой бригады колхоза «Россия» Джанкойского района Крымской области, Герой Социалистического Труда.

## Биография
Родился 6 сентября 1930 года в деревне Холм (Холмы) Всходского района Западной области (ныне — Угранский район Смоленской области).
В начале 1950-х годов по программе заселения Крыма переехал жить в Колайский (с 1965 года — Джанкойский) район Крымской области и работал в колхозе «Ленинский путь», который после укрупнения с 1961 года стал называться колхозом «Россия» (центральная усадьба — село Майское). Был учеником хлебороба А. Е. Полюшкина и в середине 1960-х годов возглавил тракторно-полеводческую бригаду, за которой было закреплено 360 гектаров виноградников, 230 гектаров сада и 700 га пашни, где выращивались зерновые и на площади 190 га — овощные культуры.
По итогам работы в 8-й пятилетке (1966—1970) награждён орденом Ленина. В особенно сложном из-за засухи 1972 году тоже вырастил высокий урожай.
В 11-й пятилетке (1981—1985) его бригада продолжала улучшать трудовые показатели и вышла в передовые по Джанкойскому району, досрочно выполнив социалистические обязательства.
Указом Президиума Верховного Совета СССР от 7 июля 1986 года за выдающиеся производственные достижения присвоено звание Героя Социалистического Труда с вручением ордена Ленина и золотой медали «Серп и Молот».
Избирался делегатом XXVII съезда Компартии Украины (1986) и XIX Всесоюзной конференции КПСС, Четвёртого Всесоюзного съезда колхозников (1988).
Жил в селе Майское Джанкойского района Крымской области. Умер 24 июля 1998 года.
Награждён двумя орденами Ленина (15.12.1972; 07.07.1986), орденом Октябрьской Революции (22.12.1977), медалями.